# بخش ولسکی
بخش ولسکی (به لاتین: Velsky District) یک منطقهٔ مسکونی در روسیه است که در استان آرخانگلسک واقع شده‌است.